# Pendelordner
Der Pendelordner ist ein klassisches Arbeitsmittel, das vor allem in Buchhaltungsbüros und Steuerberaterkanzleien weit verbreitet war und teilweise auch heute noch eingesetzt wird. Dabei handelt es sich um einen physischen Aktenordner, in dem Originalbelege eines Unternehmens gesammelt, vorsortiert und zur Bearbeitung an den Steuerberater übermittelt werden. Ein Pendelordner kann jeder beliebige Ordner sein, der zwischen Kanzlei und Mandanten pendelt. Mit zunehmender Digitalisierung in Unternehmen und Steuerkanzleien werden jedoch immer mehr Schritte automatisiert und papierbasierte Prozesse abgelöst. Der Begriff Pendelordner wird oftmals auch in Software weitergenutzt.

## Prozessablauf des klassischen Pendelordnersystems
Im klassischen Pendelordner-Prozess werden die Belege zunächst im Unternehmen gesammelt und sortiert, beispielsweise nach Lieferanten oder dem Rechnungsdatum. Vor der Übergabe an den Steuerberater werden die Unterlagen oft nach einem speziellen Prinzip vorsortiert. Diese Belege werden dann in Papierform an den Steuerberater übergeben, wo sie durch einen Sachbearbeiter manuell erfasst und gebucht werden. Nach der Buchung verbleiben die Belege in der Steuerberaterkanzlei, bis sie später wieder an den Unternehmer zurückgegeben werden, um dort archiviert zu werden.
Dieser Prozess ist sehr zeitaufwendig, da die Bearbeitung der Belege in mehreren Schritten und durch verschiedene Personen erfolgt. Zwischen dem Erhalt eines Belegs und dessen Verbuchung vergehen oftmals viele Tage, was bedeutet, dass betriebswirtschaftliche Auswertungen nie tagesaktuell erfolgen können. Auch bei einer Vereinfachung dieses Prozesses bleibt stets ein zeitlicher Verzug bestehen.

## Digitalisierung des Pendelordners
Im Zuge von immer papierloseren Büros haben sich zunehmend digitale Alternativen zum Pendelordner entwickelt, die einige dieser manuellen Schritte deutlich vereinfachen oder eliminieren. Unternehmen können Belege elektronisch erfassen und abspeichern, beispielsweise durch das Scannen oder Fotografieren von Eingangsrechnungen. Diese digitalisierten Belege können dann direkt a die Steuerkanzlei übermittelt werden. Falls Rechnungen bereits digital vorliegen, etwa als PDF-Dateien, können diese ohne Medienbruch a das Buchhaltungssystem des Steuerberaters übergeben werden.
Der Einsatz von Optical Character Recognition (OCR) ermöglicht es, den Text gescannter oder fotografierter Belege maschinenlesbar zu machen. Dies erleichtert die Weiterverarbeitung erheblich, da die Buchungssätze dann automatisch generiert und von einem Sachbearbeiter überprüft und freigegeben werden können.
Ein weiterer Schritt zur Vereinheitlichung ist das Rechnungsformat ZUGFeRD (Zentraler User Guide Forum elektronische Rechnung Deutschland), das ein strukturiertes Datenformat für elektronische Rechnungen in Deutschland bereitstellt. Dieses Format ermöglicht es, Rechnungsdaten direkt aus einer PDF-Datei auszulesen und ohne zusätzlichen Arbeitsaufwand weiterzuverarbeiten.

## Vorteile der Digitalisierung
Durch die Digitalisierung der Belegverarbeitung wird nicht nur der Prozessschritt des Belegesammelns vereinfacht, sondern auch das Befüllen und Sortieren des Pendelordners sowie der Transport zum Steuerberater entfallen. Die Buchführung kann dadurch schneller und effizienter erfolgen. Zudem wird die Qualität der Auswertungen verbessert, da die Belege früher und automatisiert verarbeitet werden können.